# الجيش البديل

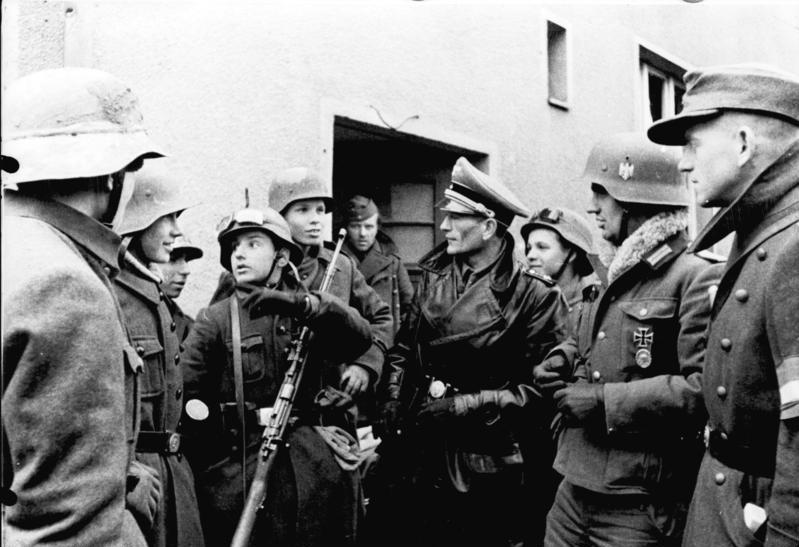

الجيش البديل (بالألمانية: Ersatzheer) كان جزءًا من الجيش الإمبراطوري الألماني خلال الحرب العالمية الأولى وجزء من الفيرماخت خلال الحرب العالمية الثانية. كان مقره داخل ألمانيا وشمل على الوحدات القيادة والإدارية بالإضافة إلى قوات التدريب والحراسة. كان دورها الأساسي توفير بدائل للفرق القتالية في الجيش النظامي.

## في الرايخ الثالث
تم تشكيلها في مختلف المناطق العسكرية الألمانية ( Wehrkreise ) وتم تكليفها بتجنيد الأفراد وتجنيدهم وتدريبهم واستبدالهم واختبار المعدات العسكرية الجديدة والإدارة، مثل مسؤولية الجنود في إجازة زيارة الوطن.
تم إساءة استخدام خطط الطوارئ Ersatzheer لعملية فالكيري عمدا كجزء من مؤامرة 20 يوليو غير الناجحة، لاغتيال أدولف هتلر، واعتقال قوات الشوتزشتافل، وتنظيم انقلاب عسكري. كان لقائدها، الجنرال أكتوبر فريدريش فروم، ما يكفي من القوة للسيطرة على الدولة الألمانية لأن موقعه كان يسيطر على شراء وإنتاج الجيش وقيادة جميع قوات الجيش داخل ألمانيا. رفض فروم التعاون في انقلاب سابق، عملية سبارك (1940)، لكن المخططين في عام 1944 لا يزالون يخططون لاستخدام الجيش الاحتياطي. سيطر هيملر شخصياً على الجيش البديل بسبب إمكانية استخدامه في محاولة اغتيال أخرى.

### القادة
صورة
|  | {{{officeholder}}} |
|  | {{{officeholder}}} |
|  | {{{officeholder}}} |

رئيس الموظفين

 صورة
|  | {{{officeholder}}} |

## روابط خارجية
- "The German Replacement Army" (PDF). Combined Arms Research Library (بالألمانية). Archived from the original (PDF) on 2020-03-26. Retrieved 2015-02-05.